# Yo! Bum Rush the Show
| Críticas profissionais        | Críticas profissionais |
| Avaliações da crítica         | Avaliações da crítica  |
| Fonte                         | Avaliação              |
| ----------------------------- | ---------------------- |
| Allmusic                      | [ 2 ]                  |
| Robert Christgau              | B+                     |
| The New York Times            | favorável              |
| NME                           | 9/10                   |
| Q                             | [ 6 ]                  |
| The Rolling Stone Album Guide | [ 7 ]                  |
| Sputnikmusic                  | 5/5                    |
| Trouser Press                 | favorável              |
| Virgin Encyclopedia           | [ 10 ]                 |
| The Washington Post           | favorável              |

Yo! Bum Rush the Show é o álbum de estúdio de estreia do grupo de hip hop americano Public Enemy, lançado em Abril de 1987 pela Def Jam Recordings. O logotipo do grupo, uma silhueta de um homem negro na mira de um rifle, faz sua estreia neste álbum. Yo! Bum Rush the Show apresenta um som pesado em sample pela equipe de produção de The Bomb Squad.
O álbum chegou ao número 125 na parada americana Billboard Top LPs e ao número 28 na parada Top Black Albums. A revista NME o chamou de o melhor álbum de 1987. Junto com Licensed to Ill (1986) e Radio de LL Cool J, o escritor Cheo H. Coker tem citado Yo! Bum Rush the Show como um dos três mais influencias álbuns na história do hip-hop. Em 1998 a revista The Source o nomeou como um dos 100 Melhores Álbuns. Em 2003, o álbum foi selecionado como o número 497 na lista dos 500 Melhores Álbuns de Todos os Tempos da revista Rolling Stone.

## Lista de faixas
1. "You're Gonna Get Yours" (Chuck D, Hank Shocklee) - 4:04
2. "Sophisticated Bitch" featuring Vernon Reid of Living Colour (Chuck D, William Drayton, Flavor Flav, Shocklee) - 4:30
3. "Miuzi Weighs a Ton" (Chuck D, Shocklee) - 5:44
4. "Timebomb" (Chuck D, Shocklee) - 2:54
5. "Too Much Posse" (Chuck D, Drayton, Flav, Shocklee) - 2:25
6. "Rightstarter (Message to a Black Man)" (Chuck D, Shocklee) - 3:48
7. "Public Enemy No. 1" (Chuck D, Shocklee) - 4:41
8. "M.P.E." (Chuck D, Drayton, Flav, Shocklee) - 3:44
9. "Yo! Bum Rush the Show" (Chuck D, Drayton, Shocklee) - 4:25
10. "Raise the Roof" (Chuck D, Eric Sadler, Shocklee) - 5:18
11. "Megablast" (Chuck D, Drayton, Flav, Shocklee) 2:51
12. "Terminator X Speaks With His Hands" (Chuck D, Drayton, Sadler, Shocklee) - 2:13

## Créditos
| - Chuck D - vocais - Flavor Flav - vocais - Hank Shocklee - programação da bateria - Eric Sadler - programação da bateria - Terminator X - scratch principal - Hank Shocklee - programação mínima do sintetizador - Eric Sadler - programação mínima do sintetizador - Stephen Linsley - baixo, gravação & mixagem - Bill Stephney - baixo - Vernon Reid - guitarras - Bill Stephney - guitarras | - Johnny "Juice" Rosado - scratch de ritmo - Rick Rubin - produtor executivo - Bill Stephney - produtor - Carl Ryder - co-produtor - Hank Shocklee - co-produtor - Glen E. Friedman - fotografia - Bill Stephney - mixagem - Steve Ett - mixagem - Hank Shocklee - mixagem - Rick Rubin - mixagem |

## Créditos de samples
A lista a seguir mostra os samples usados em Yo! Bum Rush the Show.
| You're Gonna Get Yours - "Super Sporm" de Captain Skyy]] - "Getting it On" de Dennis Coffey - "Funky Drummer" de James Brown Sophisticated Bitch - "Friends" de Whodini - "Groove Line" de Heatwave Miuzi Weighs a Ton - "Rock Steady" de Aretha Franklin - "Different Strokes" de Syl Johnson - "Christmas Rappin'" de Kurtis Blow - "Synthetic Substitution" de Melvin Bliss Timebomb - "Just Kissed My Baby" de The Meters Rightstarter (Message to a Black Man) - "Grip It" de Trouble Funk - "Blow Your Head" de The J.B.'s - "Here We Go" (Live) de Run-D.M.C. | Public Enemy No. 1 - "AJ Scratch" de Kurtis Blow - "Feel the Heartbeat" de Treacherous Three - "Blow Your Head" de Fred Wesley e The JBs Yo! Bum Rush the Show - "Shack Up" de Banbarra Raise the Roof - "Assembly Line" de The Commodores - "Fantastic Freaks at the Dixie" de Grandwizard Theodore & the Fantastic Five - "Suicide's An Alternative / You'll Be Sorry" de Suicidal Tendencies Megablast - "All We Need is Another Chance" de The Escorts Terminator X Speaks With His Hands - "Just Kissed My Baby" de The Meters |

## Paradas musicais
| Parada (1987–88)                | Maior posição |
| ------------------------------- | ------------- |
| U.S. Billboard Top LPs          | 125           |
| U.S. Billboard Top Black Albums | 28            |

## Notações
1. 1 2  Strong (2004), p. 1226.
2. ↑  Erlewine, Stephen Thomas. Review: Yo! Bum Rush the Show. Allmusic. Retrieved on 2009-12-06.
3. ↑  Christgau, Robert. "Consumer Guide: Yo! Bum Rush the Show". The Village Voice: June 30, 1987. Archived from the original on 2009-12-06.
4. ↑  Pareles, Jon. Review: Yo! Bum Rush the Show. The New York Times. Retrieved on 2009-12-06.
5. ↑  Columnist. "Review: Yo! Bum Rush the Show". NME: 47. July 15, 1995.
6. ↑  Columnist. "Review: Yo! Bum Rush the Show". Q: 132. September 1995.
7. ↑  Hoard, Christian. "Review: Yo! Bum Rush the Show". Rolling Stone: 661–662. November 2, 2004.
8. ↑  Hartwig, Andrew. Review: Yo! Bum Rush the Show. Sputnikmusic. Retrieved on 2009-12-06.
9. ↑  Sheridan, David. Review: Yo! Bum Rush the Show. Trouser Press. Retrieved on 2009-12-06.
10. ↑  Larkin, Colin. "Review: Yo! Bum Rush the Show Arquivado em 25 de fevereiro de  2012, no Wayback Machine.". Virgin Encyclopedia of Popular Music: March 1, 2002.
11. ↑  Jenkins, Mark. "Review: Yo! Bum Rush the Show". The Washington Post: d.07. July 1, 1987.
12. ↑  Pareles, Jon. Review: Apocalypse 91... the Enemy Strikes Black. The New York Times. Retrieved on 2009-12-06.
13. 1 2  Billboard Albums: Revolverlution. Allmusic. Retrieved on 2010-01-08.
14. ↑  Staff. Albums of the Year Critic Poll. NME. Retrieved on 2009-12-06.
15. ↑  Coker, Cheo H. "What a Rush". Vibe: 86–90. December 1995.
16. ↑  Staff. RS500: 497) Yo! Bum Rush the Show. Rolling Stone. Retrieved on 2009-12-06.